# Abraham Pais
Abraham (Bram) Pais (født 19. maj 1918 i Amsterdam, død 28. juli 2000 i København) var en hollandskfødt amerikansk teoretisk fysiker og videnskabshistoriker.
Han har skrevet biografier om Albert Einstein, Robert Oppenheimer og Niels Bohr.
Pais blev gift med Ida Nicolaisen i 1990.